# Міжнародне кладовище церкви Альянсу Месіанських громад
Міжнародне кладовище Месіансько-апостольського товариства (івр. בית הקברות הבינלאומי של האגודה המשיחית והשליחית) — цвинтар, розташований у районі Єрусалиму Німецька колонія по вулиці Емек-Рефаїм, 41, поруч із кладовищем темплерів. Кладовище засноване 1906 року.
Кладовище також відоме як «Американське кладовище», за ним доглядає оргіназація «Альянс християн і месіонерів» Міжнародної євангельської церкви (англ. Christian and Missionary Alliance of International Evangelical Church). Тут можуть ховати людей усіх віросповідань. На цвинтарі поховані євреї (переважно новонавернені), християни, буддисти, вірмени та представники інших релігій.
На стінах цвинтаря з південної та східної сторін хронологічно намальовані події Старого та Нового Завітів від створення світу до часів Ісуса та його апостолів.
Серед похованих — преподобний Джон Стенлі Ґравел, член команди корабля Ексодус, сіоніст. Тут із чоловіком похована Дола Бен-Єгуда Віттманн, одна із перших носіїв мови івриту періоду сучасності.

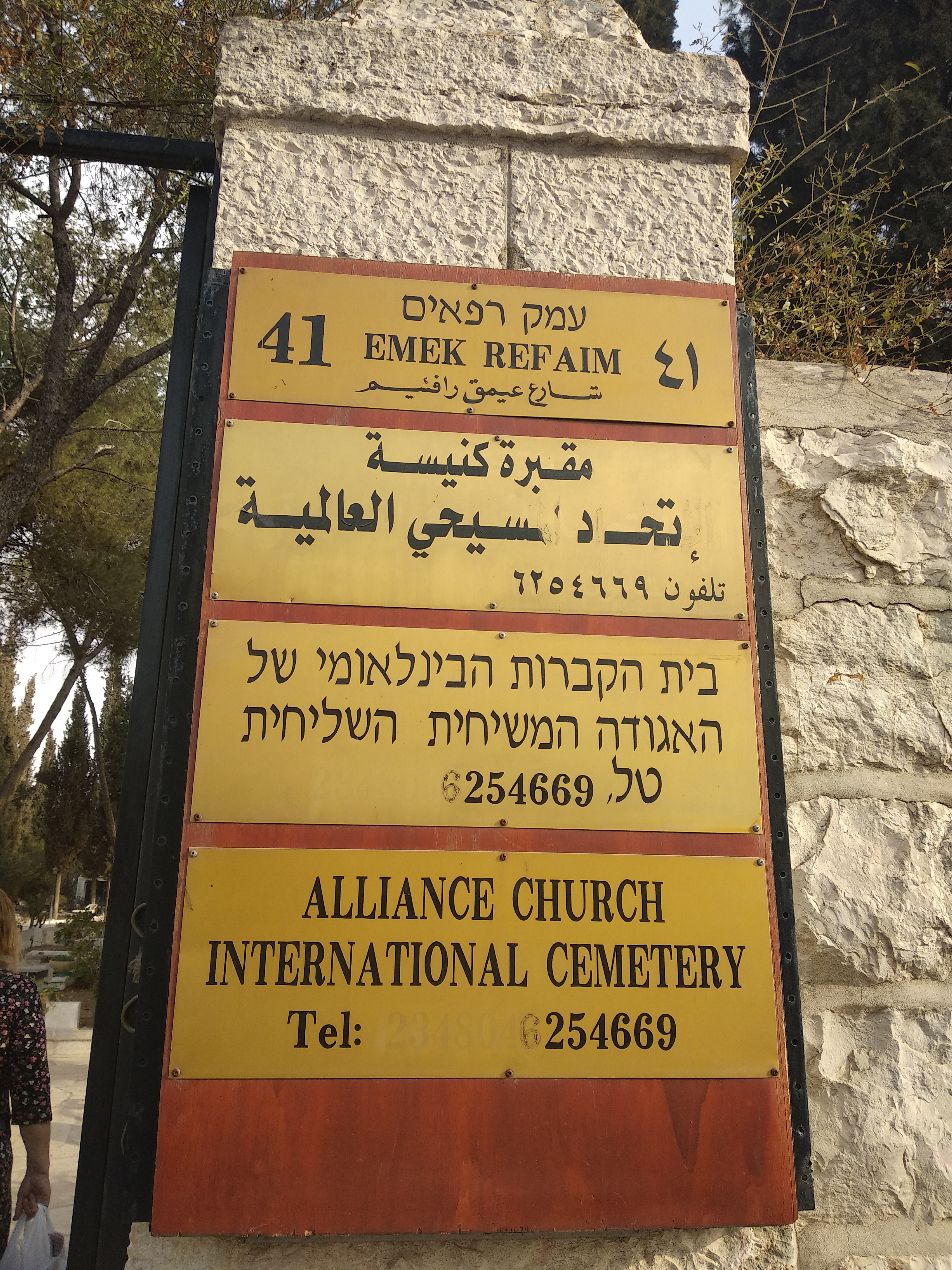
Вивіска біля входу на кладовище
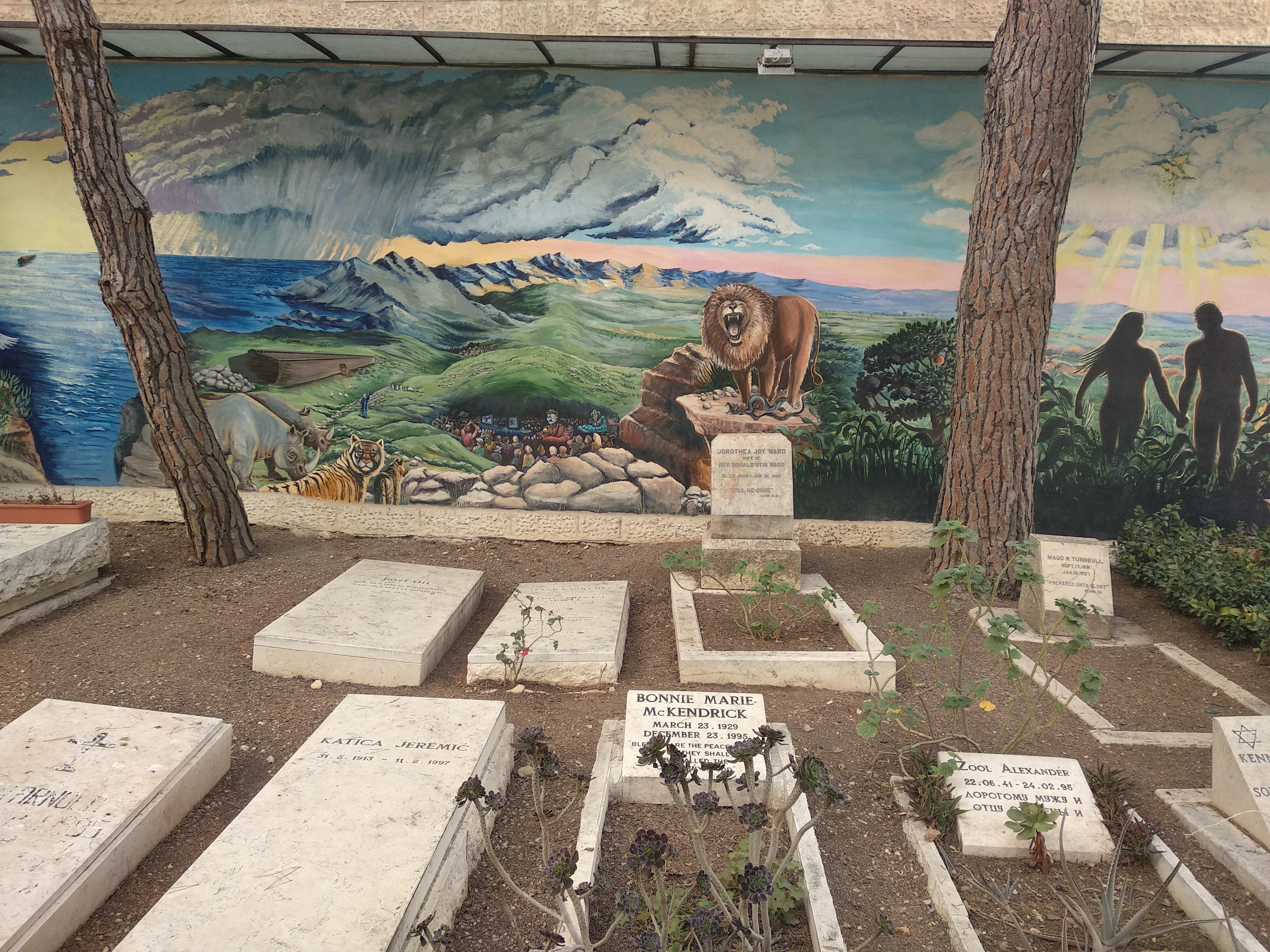
Фрагмент малюнків на стіні кладовища
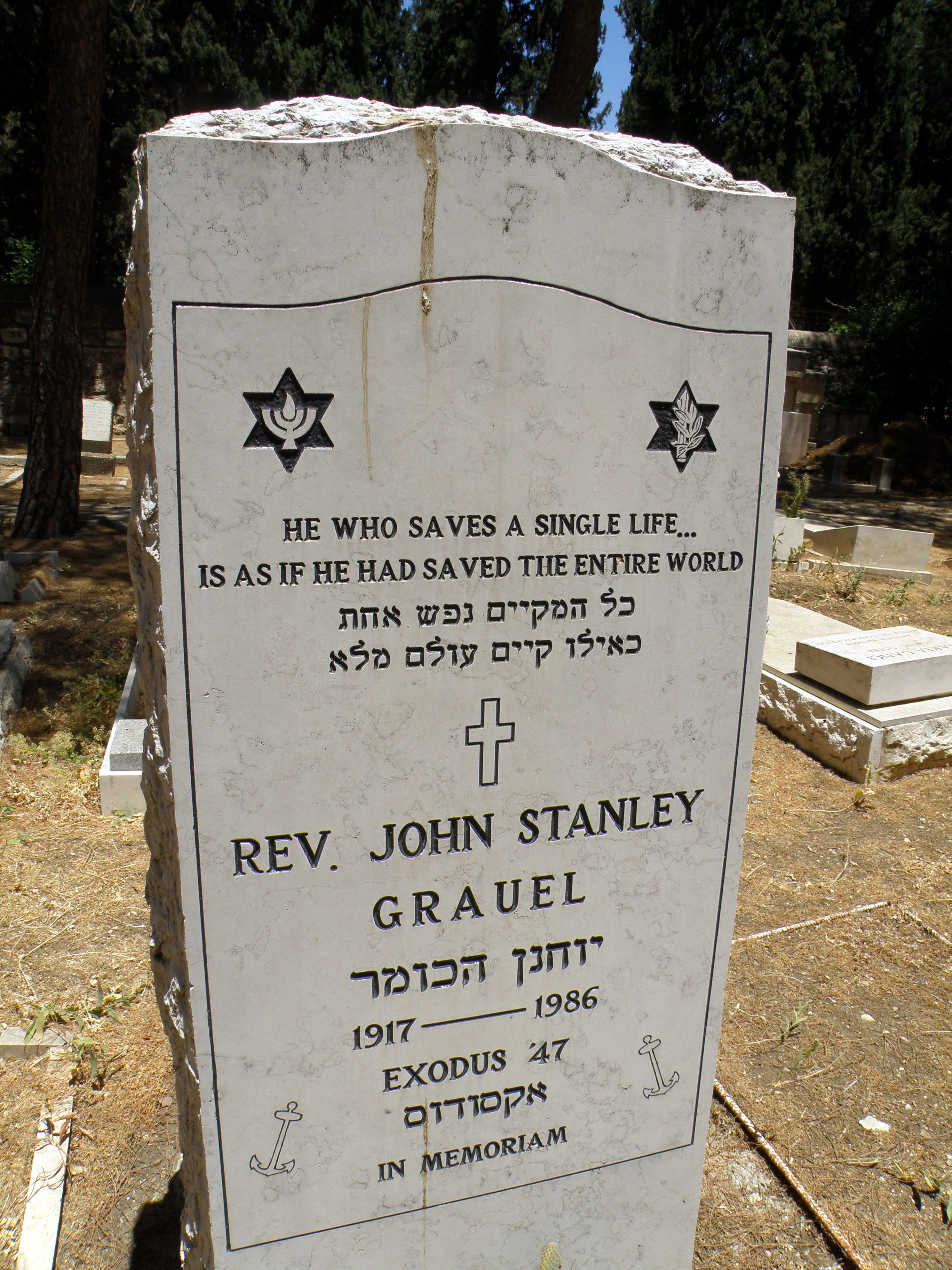
Могила пастора Джона Стенлі Ґравела
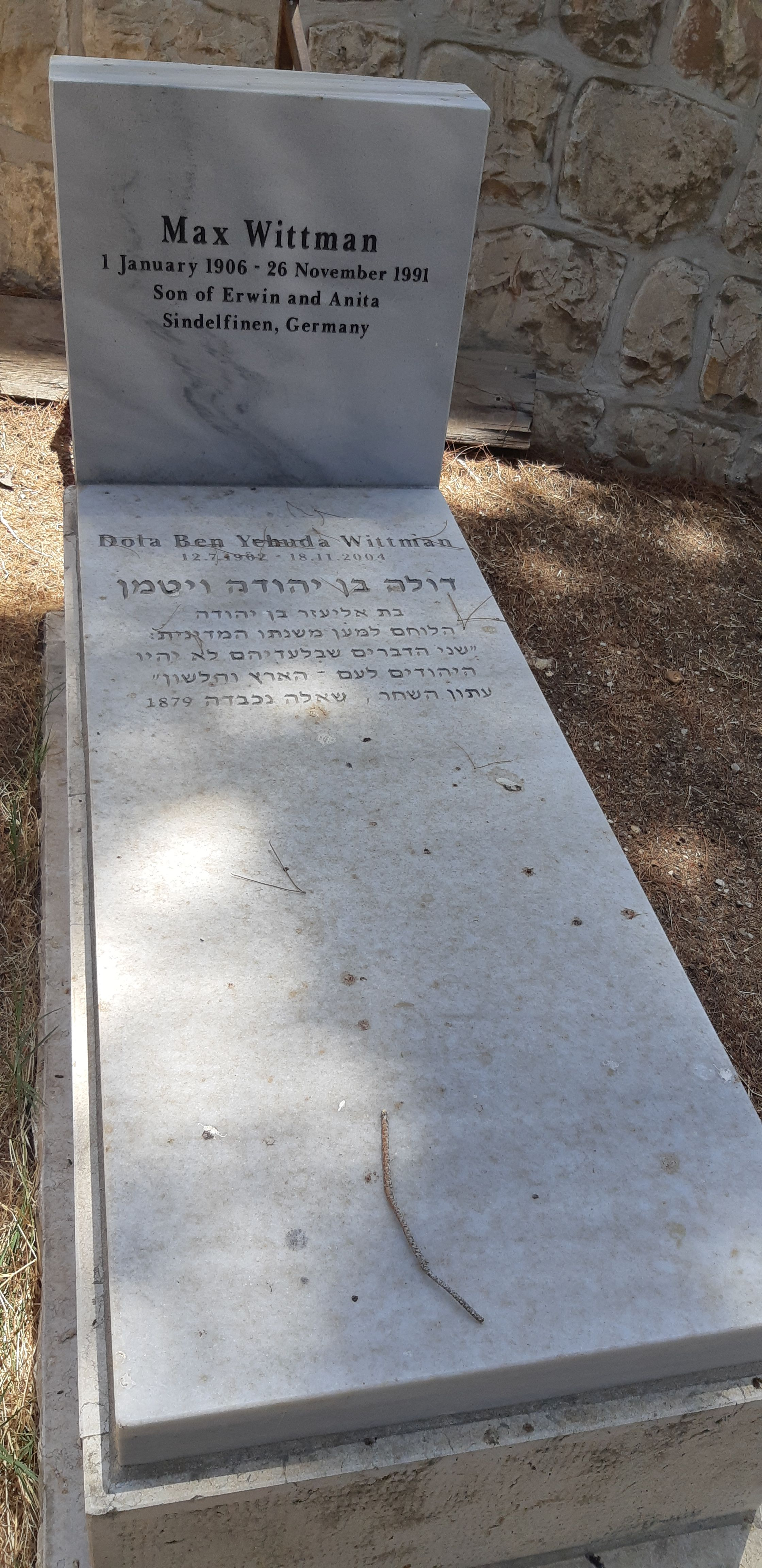
Могила Доли Бен-Єгуда Віттманн

## Читати далі
- מירון בנבנישתי, עיר המנוחות — בתי העלמין של ירושלים, כתר, ירושלים,1990, עמ' 172—174.
- דוד קרויאנקר, המושבה הגרמנית ורחוב עמק רפאים, מכון ירושלים לחקר ישראל והוצאת כתר, ירושלים, 2008, עמ' 348—349.

## Виноски
1. ↑  Jaskow, Rahel S. (22 лютого 2013). Tourist Tip #171 / Alliance Church International Cemetery in Jerusalem. Haaretz (англ.). Архів оригіналу за 16 січня 2022. Процитовано 20 вересня 2019.